# Eerste divisie 1973/74 (nacompetitie)/Wedstrijden
Het Nederlandse Eerste divisie voetbal uit het seizoen 1973/74 kende aan het einde van de reguliere competitie een nacompetitie. De winnaar van deze nacompetitie zal promoveren naar de Eredivisie.
Na de succesvolle eerste editie van 1973 werd ook in 1974 door vier periodekampioenen in een nacompetitie gestreden om promotie naar de eredivisie.
Winnaar van de tweede editie werd Wageningen.

## Speelronde 1
|                   |            |                         |               |                                                                                  |
| 23 mei 1974 18:30 | Fortuna SC | 0 – 1                   | SC Amersfoort | Stadion: De Baandert, Sittard Toeschouwers: 8.500 Scheidsrechter: Charles Corver |
| 23 mei 1974 18:30 |            | 12' Co van Willigenburg |               | Stadion: De Baandert, Sittard Toeschouwers: 8.500 Scheidsrechter: Charles Corver |
| 23 mei 1974 18:30 |            |                         |               | Stadion: De Baandert, Sittard Toeschouwers: 8.500 Scheidsrechter: Charles Corver |
| 23 mei 1974 18:30 |            |                         |               | Stadion: De Baandert, Sittard Toeschouwers: 8.500 Scheidsrechter: Charles Corver |
|                   |            |                         |               |                                                                                  |

|                   |                                        |       |                                              |                                                                                       |
| 23 mei 1974 18:30 | Vitesse                                | 2 – 2 | Wageningen                                   | Stadion: Nieuw-Monnikenhuize, Arnhem Toeschouwers: 12.000 Scheidsrechter: Henk Pijper |
| 23 mei 1974 18:30 | Herman Veenendaal 9' Henk Vleeming 56' |       | 19' Jan van Osenbruggen 83' Gerdo Hazelhekke | Stadion: Nieuw-Monnikenhuize, Arnhem Toeschouwers: 12.000 Scheidsrechter: Henk Pijper |
| 23 mei 1974 18:30 |                                        |       |                                              | Stadion: Nieuw-Monnikenhuize, Arnhem Toeschouwers: 12.000 Scheidsrechter: Henk Pijper |
| 23 mei 1974 18:30 |                                        |       |                                              | Stadion: Nieuw-Monnikenhuize, Arnhem Toeschouwers: 12.000 Scheidsrechter: Henk Pijper |
|                   |                                        |       |                                              |                                                                                       |

## Speelronde 2
|                   |               |       |         |                                                                                   |
| 26 mei 1974 18:30 | SC Amersfoort | 0 – 0 | Vitesse | Stadion: Birkhoven, Amersfoort Toeschouwers: 10.000 Scheidsrechter: Joop Vervoort |
| 26 mei 1974 18:30 |               |       |         | Stadion: Birkhoven, Amersfoort Toeschouwers: 10.000 Scheidsrechter: Joop Vervoort |
| 26 mei 1974 18:30 |               |       |         | Stadion: Birkhoven, Amersfoort Toeschouwers: 10.000 Scheidsrechter: Joop Vervoort |
| 26 mei 1974 18:30 |               |       |         | Stadion: Birkhoven, Amersfoort Toeschouwers: 10.000 Scheidsrechter: Joop Vervoort |
|                   |               |       |         |                                                                                   |

|                   |                           |       |                |                                                                                               |
| 26 mei 1974 18:30 | Wageningen                | 1 – 1 | Fortuna SC     | Stadion: De Wageningse Berg, Wageningen Toeschouwers: 9.000 Scheidsrechter: Leo van der Kroft |
| 26 mei 1974 18:30 | Eugène van Vijfeijken 87' |       | 83' Wim Bohnen | Stadion: De Wageningse Berg, Wageningen Toeschouwers: 9.000 Scheidsrechter: Leo van der Kroft |
| 26 mei 1974 18:30 |                           |       |                | Stadion: De Wageningse Berg, Wageningen Toeschouwers: 9.000 Scheidsrechter: Leo van der Kroft |
| 26 mei 1974 18:30 |                           |       |                | Stadion: De Wageningse Berg, Wageningen Toeschouwers: 9.000 Scheidsrechter: Leo van der Kroft |
|                   |                           |       |                |                                                                                               |

## Speelronde 3
|                   |                    |       | |                                                                                 |
| 30 mei 1974 18:30 | SC Amersfoort      | 1 – 6 | Wageningen                                                                                                  | Stadion: Birkhoven, Amersfoort Toeschouwers: 8.000 Scheidsrechter: Theo Boosten |
| 30 mei 1974 18:30 | Jef de Neeling 83' |       | 40' Aart Ooms 55' Bob Ponsen 80' (pen.), 85' Gerdo Hazelhekke 81' Eugène van Vijfeijken 87' Dick Schoenaker | Stadion: Birkhoven, Amersfoort Toeschouwers: 8.000 Scheidsrechter: Theo Boosten |
| 30 mei 1974 18:30 |                    |       | | Stadion: Birkhoven, Amersfoort Toeschouwers: 8.000 Scheidsrechter: Theo Boosten |
| 30 mei 1974 18:30 |                    |       | | Stadion: Birkhoven, Amersfoort Toeschouwers: 8.000 Scheidsrechter: Theo Boosten |
|                   |                    |       | |                                                                                 |

|                   |                                     |       |         |                                                                               |
| 30 mei 1974 18:30 | Fortuna SC                          | 2 – 0 | Vitesse | Stadion: De Baandert, Sittard Toeschouwers: 5.000 Scheidsrechter: Frans Derks |
| 30 mei 1974 18:30 | Peter Prauser 5' Uwe Blotenberg 89' |       |         | Stadion: De Baandert, Sittard Toeschouwers: 5.000 Scheidsrechter: Frans Derks |
| 30 mei 1974 18:30 |                                     |       |         | Stadion: De Baandert, Sittard Toeschouwers: 5.000 Scheidsrechter: Frans Derks |
| 30 mei 1974 18:30 |                                     |       |         | Stadion: De Baandert, Sittard Toeschouwers: 5.000 Scheidsrechter: Frans Derks |
|                   |                                     |       |         |                                                                               |

## Speelronde 4
|                   |                  |       |                                                                |                                                                                         |
| 3 juni 1974 18:30 | Vitesse          | 1 – 3 | Fortuna SC                                                     | Stadion: Nieuw-Monnikenhuize, Arnhem Toeschouwers: 7.500 Scheidsrechter: Charles Corver |
| 3 juni 1974 18:30 | Ben Hulshoff 78' |       | 27' Frans Roemgens 61' (pen.) Uwe Blotenberg 81' Peter Prauser | Stadion: Nieuw-Monnikenhuize, Arnhem Toeschouwers: 7.500 Scheidsrechter: Charles Corver |
| 3 juni 1974 18:30 |                  |       |                                                                | Stadion: Nieuw-Monnikenhuize, Arnhem Toeschouwers: 7.500 Scheidsrechter: Charles Corver |
| 3 juni 1974 18:30 |                  |       |                                                                | Stadion: Nieuw-Monnikenhuize, Arnhem Toeschouwers: 7.500 Scheidsrechter: Charles Corver |
|                   |                  |       |                                                                |                                                                                         |

|                   |                                           |       |                    |                                                                                          |
| 3 juni 1974 18:30 | Wageningen                                | 2 – 1 | SC Amersfoort      | Stadion: De Wageningse Berg, Wageningen Toeschouwers: 10.000 Scheidsrechter: Frans Derks |
| 3 juni 1974 18:30 | Arno Wellerdieck 66' Gerdo Hazelhekke 89' |       | 33' Dick Teunissen | Stadion: De Wageningse Berg, Wageningen Toeschouwers: 10.000 Scheidsrechter: Frans Derks |
| 3 juni 1974 18:30 |                                           |       |                    | Stadion: De Wageningse Berg, Wageningen Toeschouwers: 10.000 Scheidsrechter: Frans Derks |
| 3 juni 1974 18:30 |                                           |       |                    | Stadion: De Wageningse Berg, Wageningen Toeschouwers: 10.000 Scheidsrechter: Frans Derks |
|                   |                                           |       |                    |                                                                                          |

## Speelronde 5
|                   |            |       |            |                                                                               |
| 6 juni 1974 18:30 | Fortuna SC | 0 – 0 | Wageningen | Stadion: De Baandert, Sittard Toeschouwers: 11.000 Scheidsrechter: Jan Keizer |
| 6 juni 1974 18:30 |            |       |            | Stadion: De Baandert, Sittard Toeschouwers: 11.000 Scheidsrechter: Jan Keizer |
| 6 juni 1974 18:30 |            |       |            | Stadion: De Baandert, Sittard Toeschouwers: 11.000 Scheidsrechter: Jan Keizer |
| 6 juni 1974 18:30 |            |       |            | Stadion: De Baandert, Sittard Toeschouwers: 11.000 Scheidsrechter: Jan Keizer |
|                   |            |       |            |                                                                               |

|                   |         |       |               |                                                                                       |
| 6 juni 1974 18:30 | Vitesse | 0 – 0 | SC Amersfoort | Stadion: Nieuw-Monnikenhuize, Arnhem Toeschouwers: 1.200 Scheidsrechter: Theo Boosten |
| 6 juni 1974 18:30 |         |       |               | Stadion: Nieuw-Monnikenhuize, Arnhem Toeschouwers: 1.200 Scheidsrechter: Theo Boosten |
| 6 juni 1974 18:30 |         |       |               | Stadion: Nieuw-Monnikenhuize, Arnhem Toeschouwers: 1.200 Scheidsrechter: Theo Boosten |
| 6 juni 1974 18:30 |         |       |               | Stadion: Nieuw-Monnikenhuize, Arnhem Toeschouwers: 1.200 Scheidsrechter: Theo Boosten |
|                   |         |       |               |                                                                                       |

## Speelronde 6
|                   |                    |       |                                  |                                                                                  |
| 9 juni 1974 18:30 | SC Amersfoort      | 1 – 2 | Fortuna SC                       | Stadion: Birkhoven, Amersfoort Toeschouwers: 1.200 Scheidsrechter: Joop Vervoort |
| 9 juni 1974 18:30 | Jef de Neeling 60' |       | 55' Uwe Blotenberg 87' Jan Benen | Stadion: Birkhoven, Amersfoort Toeschouwers: 1.200 Scheidsrechter: Joop Vervoort |
| 9 juni 1974 18:30 |                    |       |                                  | Stadion: Birkhoven, Amersfoort Toeschouwers: 1.200 Scheidsrechter: Joop Vervoort |
| 9 juni 1974 18:30 |                    |       |                                  | Stadion: Birkhoven, Amersfoort Toeschouwers: 1.200 Scheidsrechter: Joop Vervoort |
|                   |                    |       |                                  |                                                                                  |

|                   |                     |       |                  |                                                                                                |
| 9 juni 1974 18:30 | Wageningen          | 1 – 1 | Vitesse          | Stadion: De Wageningse Berg, Wageningen Toeschouwers: 12.500 Scheidsrechter: Leo van der Kroft |
| 9 juni 1974 18:30 | Dick Schoenaker 23' |       | 36' Henk Bosveld | Stadion: De Wageningse Berg, Wageningen Toeschouwers: 12.500 Scheidsrechter: Leo van der Kroft |
| 9 juni 1974 18:30 |                     |       |                  | Stadion: De Wageningse Berg, Wageningen Toeschouwers: 12.500 Scheidsrechter: Leo van der Kroft |
| 9 juni 1974 18:30 |                     |       |                  | Stadion: De Wageningse Berg, Wageningen Toeschouwers: 12.500 Scheidsrechter: Leo van der Kroft |
|                   |                     |       |                  |                                                                                                |

## Voetnoten
SC Amersfoort ·
FC Den Bosch '67 ·
SC Cambuur ·
FC Dordrecht ·
Eindhoven ·
Excelsior ·
Fortuna SC ·
Fortuna ·
Heerenveen ·
Helmond Sport ·
Heracles ·
PEC Zwolle ·
SVV ·
Veendam ·
Vitesse ·
Volendam ·
De Volewijckers ·
FC VVV ·
Wageningen ·
Willem II
Eredivisie

1960 · 1975 · 1987 · 1988
Eerste divisie

1973 · 1974 · 1975 · 1976 · 1977 · 1978 · 1979 · 1980 · 1981 · 1982 · 1983 · 1984 · 1985 · 1986 · 1987 · 1988 · 1989 · 1990 · 1991 · 1992 · 1993 · 1994 · 1995 · 1996 · 1997 · 1998 · 1999 · 2000 · 2001 · 2002 · 2003 · 2004 · 2005

Vanaf 2006 staan alle competities op 1 pagina.

2006 · 2007 · 2008 · 2009 · 2010 · 2011 · 2012 · 2013 · 2014 · 2015 · 2016 · 2017 · 2018 · 2019 · 2020 · 2021 · 2022 · 2023 · 2024